# Pontejos
Pontejos és una localitat del municipi de Marina de Cudeyo (Cantàbria, Espanya).
L'any 2010 tenia 1.500 habitants. La localitat es troba a 20 metres d'altitud sobre el nivell del mar, i a 4'5 km de la capital municipal, Rubayo.
Els barris que componen la localitat són: Alto El Postillo, El Puerto, El Río, La Valle, La Cavada, Las Callejas, Las Torcas, Los Perales, Carretera Pedrosa, El Otero, El Palacio, El Pontón, Alto San Pantaleón, La Sierra, i Calatrava.
Limita amb El Astillero per l'oest, amb Gajano per l'est, al nord amb la badia de Santander i al sud amb la ria de San Salvador i de Tijero.
Al nord de Pontejos es localitza l'Illa de Pedrosa, que actualment alberga un hospital per a la rehabilitació de drogodependents.

## Patrimoni
- Església de San Juan Bautista
- Casona de los Gómez Herrera
- Sanatori Marítim de Pedrosa